# Бріспорт (Нью-Йорк)
Бріспорт (англ. Breesport) — переписна місцевість (CDP) в США, в окрузі Чеманг штату Нью-Йорк. Населення — 629 осіб (2020).

## Географія
Бріспорт розташований за координатами 42°11′3″ пн. ш. 76°44′22″ зх. д. / 42.18417° пн. ш. 76.73944° зх. д. (42.184071, -76.739368).  За даними Бюро перепису населення США в 2010 році переписна місцевість мала площу 4,25 км², з яких 4,22 км² — суходіл та 0,03 км² — водойми.

## Демографія
Згідно з переписом 2010 року, у переписній місцевості мешкало 626 осіб у 240 домогосподарствах у складі 180 родин. Густота населення становила 147 осіб/км².  Було 253 помешкання (60/км²).
Расовий склад населення:
| - 97,3 % — білих - 1,0 % — корінних американців - 0,5 % — азіатів - 0,3 % — чорних або афроамериканців |

До двох чи більше рас належало 0,5 %. Частка іспаномовних становила 1,8 % від усіх жителів.
За віковим діапазоном населення розподілялося таким чином: 20,3 % — особи молодші 18 років, 68,4 % — особи у віці 18—64 років, 11,3 % — особи у віці 65 років та старші. Медіана віку мешканця становила 44,7 року. На 100 осіб жіночої статі у переписній місцевості припадало 108,0 чоловіків;  на 100 жінок у віці від 18 років та старших — 109,7 чоловіків також старших 18 років.
Середній дохід на одне домашнє господарство  становив 65 854 долари США (медіана — 57 750), а середній дохід на одну сім'ю — 78 763 долари (медіана — 83 125). За межею бідності перебувало 4,3 % осіб, у тому числі 0,0 % дітей у віці до 18 років та 27,3 % осіб у віці 65 років та старших.
Цивільне працевлаштоване населення становило 333 особи. Основні галузі зайнятості: освіта, охорона здоров'я та соціальна допомога — 46,8 %, будівництво — 12,3 %, виробництво — 9,6 %, мистецтво, розваги та відпочинок — 9,6 %.